# 飛空艇
飛空艇（ひくうてい）は、スクウェア・エニックス（旧スクウェア）のゲームソフト「ファイナルファンタジーシリーズ（以下、FFシリーズ）」などに登場する架空の乗り物。FFシリーズのほぼ全作に登場し、クリスタル等と共にFFシリーズを象徴するものとなっている。
以下、主にファイナルファンタジーシリーズに関して記述する。
ファミコン版『FF（第1作）』と『FFII』では「ひくうせん（飛空船）」という名称だったが、両作品のリメイク版では「ひくうてい」に統一されている。実在する飛行艇（水面に離着水出来る飛行機）とは別物（Vに登場する飛空艇は水面離着水機能を持っている）。なお、「飛空挺」は誤記。

## 特徴
『FFV』までの飛空艇は、木造の船体にプロペラやエンジン、その他様々な機関を装備させたものが多く、単純な「空飛ぶ船」という外観ないし、『ドラえもん』のドリル飛行船、『天空の城ラピュタ』などの宮崎駿のアニメ作品に登場する飛行戦艦のような物であった。以降の作品では様々な形状が見られるが、他の交通手段とは比較にならない速度で飛行できる点では共通している。また作品によっては、水中や宇宙空間をも航行可能な飛空艇が登場する。これらは作品世界における一般化された技術として登場することもあれば、限られた技術者のみ建造や改造が可能だとされていることもあり、あるいは古代文明のオーバーテクノロジーを発掘して手に入れることもある。また、一般化されてはいても動力源には未知の力を使用している例が多く見られる。
飛空艇は主人公達の移動手段として使用され、序盤に徒歩などでは行けない場所に行けるようになり、冒険の幅が広がる。基本的に飛行中はモンスター等と遭遇する事は無いが、『FFIII』以降は特定の場所でモンスターと遭遇する。また、飛空艇搭乗時専用のBGMが用意されている事も多い。

## 艇種

### ファイナルファンタジーシリーズ
ファイナルファンタジー
飛空船（飛空艇）
砂漠に埋まっていた飛空船で、浮遊石によって復活した。『FFI・II アドバンス』ではシドと言う人物が作ったという設定が追加されている。ワンダースワン版以降のリメイク作品では、砂漠の中から浮上するムービーを見ることができる。『FFIX』に登場するカードゲーム「クアッドミスト」および『テトラマスターFrom FINALFANTASY IX』のカードの一つとして登場する。リメイク版では「飛空艇」となった。

ファイナルファンタジーII
永久に燃え続ける「太陽の炎」を動力としている。
飛空船（飛空艇）
ポフトの町でシドが商売目的で使用している。後にパラメキア帝国軍の皇帝による竜巻の襲撃を受けて絶命寸前となったシドが主人公達に「貸す」。リメイク版では「飛空艇」となった。
大戦艦
帝国軍がバフスクの町で建造した巨大戦艦。アルテアの町などを襲撃した後に反乱軍により爆破された。なお、海外版では、ドレッドノート（Dreadnought）と呼称される。

ファイナルファンタジーIII
「時の歯車」と呼ばれる永久機関を動力としている。
シドの飛空艇
速力120ノット。ジンの呪いを受けたカズスの村でシド・ヘイズから借り受けた。後にミスリル製の船首を付けてネルブの谷の岩に激突、船体は岩もろとも大破する。
エンタープライズ
速力240ノット（航行時は速力120ノット）。元バイキングの船。浮遊大陸を脱出する手段としてシドが飛空艇に改造し、飛空艇と船の状態を切り替えられるようになる。しかし元が船であるため飛空艇の状態で着陸することはできない。地上に降りるにはいったん近くの海に着水し船の状態にしてから上陸する。後にサロニア上空で砲撃に遭い大破する。
ノーチラス
速力480ノット。サロニアのアルス王子からダルグ大陸の強風を越える手段として譲り受けた飛空艇。古代遺跡より発掘されたものをサロニアの研究者が修復した。後にドーガの魔法により兼潜水艇になる。
インビンシブル
速力120ノット。古代遺跡に眠っていた巨大船。魔剣士の村ファルガバードや、土の牙が眠る暗黒の洞窟への移動手段としてウネが起動させた。一時的にエンジンを高速回転させることにより、通常飛行では越えられない高い岩山をも越えることができる。また内部は広く、アイテムや装備品・魔法を販売する自動販売機やベッド（無料宿屋）が完備され、でぶチョコボ（DS版では「デブチョコボ」）を呼び出すことも可能。さらに、戦闘中には砲撃による援護射撃を行う。『チョコボレーシング』の隠しユニットとしてゲスト出演している。

ファイナルファンタジーIV
バロン王国の古文書にある浮遊術を技師シド・ポレンディーナが解読、彼の理論を加えて開発された。バロン王国は後に飛空艇団「赤い翼」を組織する。
赤い翼（赤き翼）
速力55ノット。量産飛空艇。バロン王国の飛空艇団「赤い翼」の公式採用機で、汎用タイプ飛空艇の改造型。大半はセシルの後任で赤い翼隊長に任命されたゴルベーザの手に渡り、エンタープライズに引けを取らない性能に改造される。DS版では名称が「赤き翼」に変更されている。
エンタープライズ
速力70ノット。シド・ポレンディーナが建造した最新型の飛空艇。本来は赤い翼に配備される予定だった機体だが、土のクリスタルを守る為にトロイアへ向かう手段として、シドがバロン城地下で起動させる。遠隔操縦も可能。後に地底世界でゴルベーザ側の赤い翼とドワーフ戦車隊との戦闘に巻き込まれ航行不能になるが、地上に戻ったシドの手によりミスリル加工され、マグマの上を航行できるようになる。さらにその後、ホバー船を引き上げて運搬するためのフックがシドの弟子達によって取り付けられた。
ファルコン
赤い翼をベースにゴルベーザ側が新規に建造した飛空艇。バブイルの塔に格納されていたのをセシルたちが奪取する。後にシドやエッジ、ドワーフ達によりエンタープライズ同様にミスリル加工され、マグマ上を航行できるようになり、更に船首にドリルが装備される。ちなみに「ファルコン」の名前はエッジが命名。
魔導船
ミシディアに伝わる伝説の月よりの船。セシルの父クルーヤが月から青き星へと乗ってきたもの。飛翔のクリスタルを原動力としている。ドワーフ王ジオットが語る「月よりの船」の伝説に従い、ミシディアの長老達の祈りにより海底から呼び寄せられる。内部は広く、でぶチョコボ（DS版は機械のデブチョコボ）が常駐し、休憩施設（無料宿屋/ベッド・DS版はカプセル）を備え、飛翔のクリスタルに触れることで月と青き星を行き来する事ができる。

ファイナルファンタジーV
飛空艇
最高速度72ノット、飛行高度8900メートル。三日月島の地下にあるカタパルトに格納されていた飛空艇。ロンカ時代に建造された。発見当初は少々破損していたが、シドとその孫のミドが火力船のパーツで修復し起動させる。飛行モードから航行モード（水の抵抗によって飛行モードより遅い）への変形機能をもっている、後にシドとミドにより船体がアダマンタイトで加工され、超上空に航行できるようになる（ロンカ遺跡に向かう時のみ）。更にシドとミドにより潜水艇への可変機能も搭載された。

ファイナルファンタジーVI
従来作に登場するものとは異なり、紡錘型の巨大な船体（気嚢?）に甲板が吊されている飛行船のような形状である。
ブラックジャック号
セッツァー・ギャッビアーニが所有する飛空艇。内部にカジノや道具屋が設置されている（ゲーム内で実際にカジノで遊ぶことはできない）。世界崩壊時に大破する。戦闘中、セッツァーのアビリティ「スロット」で飛空艇の目が揃った時、本機が敵に対して爆撃を行う「ダイビング・ボム」が使用可能。
主要諸元も設定されており、以下となる。
- エンジン型式：ST12UN×8基
- 全長：125m
- 全幅：28m
- 全高：41m
- ボディータイプ：フルモノコック
- 最高出力：186,500馬力
- 最大速度：150km/h

ファルコン号
セッツァーの友人・ダリルが所有していた飛空艇。ダリルの墓に眠っていたが、世界を救うべく再び立ち上がったセッツァー達の手により起動させられ、海の中から登場する。ブラックジャック号より飛行速度が速い。

ファイナルファンタジーVII
ハイウインド
神羅が所持していた高速飛空艇。メテオを呼び起こした罪でジュノンで処刑されそうになったティファとバレットが、サファイアウェポンのジュノン襲撃際にケット・シー達の導きによりジュノンの脱出手段として強奪する。後に北の大空洞に向かう直前、プロペラエンジンを切り離し、ジェットエンジンで高速航行する。中にはシドを慕うスタッフ数名が常駐している。また、居住スペース、作戦会議室、チョコ房（馬房のチョコボ版）も完備しておりチョコボを乗せて移動することができる。船体には水着姿の女神と英語で「Highwind」の文字のノーズアートが描かれている。名称は元神羅カンパニーの伝説的パイロット「シド・ハイウインド」から取られており、シドのレベル4のリミット技「ハイウインド」は本機からのミサイル攻撃である。ゲーム終盤、コクピット部のみが切り離され、本体は北の大空洞に沈んでいった。シリーズオブアーツFINAL FANTASY メカニカルアーツで本機が再現されている。
ゲルニカ
神羅所有の物資運搬用飛空艇。物語中盤で対セフィロス用の軍需物資を積んでジュノンから飛び立つが、ウェポンに襲われて海底に沈んだ。潜水艦を所有していれば訪れることが出来るが、中は強力なモンスターの巣窟となっている。

ファイナルファンタジーVII アドベントチルドレン、ダージュ オブ ケルベロス ファイナルファンタジーVII
シエラ号
上記の2つのタイトルに登場する。ハイウインドに代わる新しい飛空艇。古代文明の遺産で解明できていない部分が多々ある。名前は所有者であるシド・ハイウインドの妻、シエラから取られている。

ファイナルファンタジーVIII
ラグナロク
エスタの高性能飛空艇。他の作品に比べると、推進機関と武装がかなりSF色の強いデザインに仕上がっている。魔女アデルを宇宙（ルナサイドベース）に封じる際に3機を打ち上げたが2機は行方不明となり、残る1機はモンスターのプロパゲーターに侵入され乗組員は全員死亡し、宇宙を漂流していた。後にルナサイドベースから宇宙に投げ出されたリノアと助けに来たスコールにより発見される。船内を徘徊していたプロパゲーター掃討後に、コックピットからエスタエアステーションとの交信を受け、自動操縦でエスタに帰還する。帰還後は一旦放置されたが、セルフィが適当に操作したことで飛び上がり、スコール達の移動手段となる。その後、エスタ大統領のラグナからルナティックパンドラへの移動手段として正式に譲り受ける。
主要諸元も設定されており、以下となる。
- 最大排水量：3450t
- 全長：108m
- 全幅：77m
- 全高：着陸時54m、巡航時：65m(着陸時は機体の一部が変形するため)
- 主武装：609mm荷電粒子ビーム砲×1門
- 副武装：152mm多銃身レーザー砲×2門
- 主機関：反応型12段圧縮タービン×2基
- 補助機関：反応型6段圧縮タービン×4基
- 最大巡航速度：11.8km/s

ファイナルファンタジーIX
大別して、霧の大陸で発生している謎の霧を動力とするタイプと、新技術ジョウキキカン（作中の表記）を動力とするタイプがある。
プリマビスタ
リンドブルムの盗賊団（劇団）タンタラスの所有する霧機関の劇場艇。都市に寄航し、船体を劇場として利用する。アレクサンドリアでの王女ガーネットの誕生日記念公演の最中にガーネットを誘拐し逃走し、逃走中にアレクサンドリア軍の砲撃に遭い魔の森に墜落。そのまま廃棄される。
レッドローズ
アレクサンドリア王室専用の霧機関の飛空艇。記憶の場所への突入前、リンドブルム艦隊とともにジタン達を援護する。銀竜に体当たりされそうになったインビンシブルとの間に割って入り、装甲が突き破られそうになるも、かろうじて防ぎきる。
ヒルダガルデ1号
リンドブルムのシド・ファブール9世が初めて開発したジョウキキカンの飛空艇。夫シドの浮気に怒り、彼を魔法でブリ虫にした妻のヒルダガルデが乗り回していたが、彼女と共にクジャに奪われ、それ以来インビンシブルや銀竜が使えないときの移動手段としてクジャが使用する。後にジタン達を忘れ去られた大陸に連れて行ったり、クジャのデザートエンプレスからの脱出手段に使われたりした。
ヒルダガルデ2号
リンドブルムのシド・ファブール9世が開発したジョウキキカンの飛空艇。シドがブリ虫になっていた頃に開発されたためか緩み弛みがあり、飛行中にネジが飛ぶなどの欠陥が多い。乗り心地も悪いという。かろうじてアレクサンドリアに到着するが、使い物にならなくなり、破棄される。
ヒルダガルデ3号
リンドブルムのシド・ファブール9世が開発したジョウキキカンの飛空艇。船体はアレクサンドリアの船、ブルーナルシスを流用している。異世界テラへの入口「輝く島」の封印を解くためにイプセンの古城へ向かう手段としてシドから譲り受ける。テラ崩壊後はジタン達はインビンシブルに乗り換えたが、記憶の場所へ突入するジタン達を援護するために出撃したリンドブルム艦隊の旗艦として再び登場する。
インビンシブル
クジャが使用していたテラの飛空艇。本来はガーランドの物で、生物の魂を動力としている。召喚獣のコントロールをインビンシブルを動かしている者に移す機能があり、船底の目玉のような部分から非常に強力なビームを発射できる。ガーランドはこの飛空艇でマダイン・サリや(召喚獣アレクサンダーごと)アレクサンドリアを破壊し、クジャもブラネが召喚したバハムートを操っていた。ジタン達がテラ崩壊の際に脱出手段として強奪。以降は彼らの移動手段となった。囚われていた魂は後にクジャがトランスする為に全て吸収しており、ジタン達が運用している時は再び発生した霧を動力として飛行している。ガーネットにとっては二度も故郷と母を奪った船であり、最初に船体を見た際にはそれらの記憶が蘇り気絶しているが、奪取後には「破壊を選んだのはクジャやガーランドで、この船のせいじゃない」と語っている。
ヴィルトガンス
リンドブルム公国の飛空艇艦隊に所属する霧機関の軍用飛空艇。召喚獣アトモスの前では無力だった。後に記憶の場所へ突入するジタン達を援護するためにシドのヒルダガルデ3号に率いられ出撃した。
フェンリル
ゾーン、ソーン、黒のワルツ3号の使用した霧機関の小型飛空艇。アレクサンドリア王国所有と思われる。
アーク
召喚獣。戦闘中に使用すると、船型の船体と無数のプロペラを有する飛空艇の姿で宇宙から飛来し、人型の巨大ロボットへと変形するシークエンスを経てから攻撃を行う召喚ムービーが流れる。劇中ではなぜ飛空艇の姿をしているのかという設定は語られず、また乗り物として使用される場面もない。

ファイナルファンタジーX
ファーレンハイト（コンチネンタルサーカス）
海底に沈んでいた1000年前の飛空艇。アルベド族がサルベージし、その後使用している。名称は続編の『FFX-2』でのアニキの台詞によって「ファーレンハイト」と言う名称が明らかになった。しかしシリーズオブアーツFINAL FANTASY メカニカルアーツとして発売された本機には、「コンチネンタルサーカス」という名称が付いている。コンチネンタルサーカスという名称は企画段階の頃から存在し、『ファイナルファンタジーX アルティマニアオメガ』でも確認できる。同書で見られるものは、製品版のものに似ているが、異なる部分もある。また、XとX-2の飛空艇（ファーレンハイト、セルシウス）の名前の由来は、それぞれ温度を表す華氏と摂氏の英語（Fahrenheit, Celsius）から来ている。
ファイナルファンタジーX-2
セルシウス
アニキとダチが発見した飛空艇。主にカモメ団の拠点や移動手段として使用されている。

ファイナルファンタジーXI
飛空艇
ジュノ大公国を起点にサンドリア王国、バストゥーク共和国、ウィンダス連邦、カザムを往復する便。飛空艇の保守管理などはジュノ大公国の機関でもある飛空艇公社が担っている。ジュノ大公国を経済大国たらしめている主要輸送機関で、一般人でも利用可能だが運賃の他に「飛空艇パス」と言う高額な旅券が必要である為、一部の富裕層か、ジュノ大公等の権力者に認められるような有能な冒険者しか利用する事は出来ない。性質上ジュノ行きの便は混雑する傾向にあるようだ。デザインは旧シリーズで代表的な、プロペラのついた船型だが、寄港する場合は一般的な港を使用し、着陸はしない。内装は簡素であり、ゲーム中で目に出来る部分は操縦室と客室程度。
武装飛空艇
ジュノ大公国の特殊機関が複数所有している。プロマシアミッションでのBC戦に登場する。
○○シド号
バストゥーク共和国の大工房長シドが秘密裏に建造する飛空艇。プロマシアミッションに関連し、完成させるためには、とあるクエストを受ける必要がある。なお、入手に関するクエストを受ける以前より、テスト飛行が行われている。一連のクエストを全て終了させると、完成した飛空艇に名前を付けることができる（空欄に幾つかの候補が示される。たとえば「ファイナルファンタジーXIシド号」など）。完成は、武装飛空艇のBC戦手前。前記のクエストをクリアしなければ、自動的にシド号となる。

ファイナルファンタジーXII
シュトラール
バルフレアの愛機。アルケイディスの飛空艇メーカー「YPA社」が製作した試作飛空艇。開閉式の翼を持ち、グロセアエンジン6基搭載と高度な運動性能を誇るが、「開閉式の翼」という構造が帝国軍に受けず、それをバルフレアが譲り受けた。現在、整備はモーグリ6兄弟のノノが担当しており、後にレダスから譲り受けた新型飛空石を内蔵することにより、飛空艇での進入は不可能とされていたヤクト・ナルドア近郊での飛行が可能になる。その他に光学迷彩のような装備も付いている。内装はバルフレアの好みにより改装されている。
アルケイディア帝国の飛空艇
歴代FFシリーズに登場した召喚獣の名前が付けられている。
- 小型飛空艇レモラ
- 輸送船アトモス
- 巡洋戦艦イフリート
- 軽巡洋艦シヴァ
- 軽巡洋艦カーバンクル
- 戦艦リヴァイアサン
- 航空母艦アレクサンダー
- 空中要塞バハムート

航空母艦ガーランド
反帝国連合艦隊の旗艦。帝国との決戦に備えオンドール侯が密造していた。

ファイナルファンタジーXII レヴァナント・ウイング
ベイルージュ
ヴァン達が「グレバドスの秘宝」を手に入れた後、どこからともなくやってきた飛空艇。物語終盤の重要な鍵となる。

ファイナルファンタジーXIII
イベントのみの乗艦となり、プレイヤーが直接操作する事はない。なお、作中、ライトニングらが飛空艇に乗ると必ずといってよいほど災難に見舞われるため、半ば鬼門となっている。
リンドブルム
コクーン聖府警備軍の一つである空挺部隊・広域即応旅団、通称騎兵隊の母艦である大型空母。多数の戦闘飛空艇を収容している。指揮官はシド・レインズ准将。
パラメキア
コクーン聖府軍旗艦。リンドブルムと比しても圧倒的な大きさを誇り、対下界用として使用されている。聖府代表ガレンス・ダイスリーが直接指揮を執る。実は元々はファルシだったものを飛空艇に改造したもの。その為、クルーよりもバルトアンデルスの命令を優先するように出来ている。作中、バルトアンデルスの策略により主動力は緊急停止。ライトニングらの活躍も相成って轟沈した。
コクーンの飛空艇
ビルジ湖で奪取した飛空艇。飛空艇操縦士であるサッズによって操縦される。軍用機という事もあり機銃が装備されている。PSICOMの追っ手をファルシ＝フェニックスの熱と光を利用して退けるも、フェニックスの熱に打たれて墜落。
ミネルヴァ
妖鳥ミネルヴァが変形した飛空艇。外見・内装・装備は前述の飛空艇と変わらないが、加えてシールド機能を有している事と、操縦を一切受け付けず独自に攻撃・回避・防御を行うという違いがある。
グラン＝パルスの飛空艇
フィフス・アークに眠っていたグラン＝パルス製の飛空艇。飛空艇操縦士であるサッズによって操縦される。サッズの技能が優れている事も理由だが、操縦系統においてコクーン製の飛空艇との差はそれほど大きくない様子。グラン＝パルスの魔物による体当たりを受け大破、墜落する。

ファイナルファンタジーXIV
「青燐水」と呼ばれる可燃性の青い液体を使用する「青燐機関」を動力として用いる。
エンタープライズ
シドの飛空艇。ガレマール帝国人であるシドがエオルゼアに亡命した後に建造した。第七霊災の折に墜落し失われたと思われていたが、後に宗教都市「イシュガルド」にある放棄された要塞「ストーンヴィジル」にて発見、回収される。
魔導船ラグナロク
動力は青燐水ではなく、光の神ハイデリンから託されたマザークリスタルを用いている。元来は「方舟」として月との往復を目的に建造された船だったが、プレイヤーを含む「暁の血盟」が「終焉を謳う者」を討つために天の果て「ウルティマ・トゥーレ」へと向かう必要があり、急遽この「方舟」に跳躍航行装置を搭載することになった。改造の後、その名を原型となった古代アラグ帝国の船の名前から取って魔導船「ラグナロク」へと改称した。

ファイナルファンタジーXV
ニフルハイム帝国の飛空艇
敵国であるニフルハイム帝国軍の飛空艇。オープンワールドのフィールドを飛行しており、ノクティス一行を発見すると兵を投下する。ストーリー上でノクティス達が乗せられるシーンはあるが、それ以外では搭乗不可。
レガリア
レギス国王の愛車で、ノクティス達の移動手段となる高級車。自動車であって飛空艇ではないが、ゲームクリア後に関連イベントをクリアすることで飛行機型の「Type-F」に改造可能であり、空を飛べるようになる。しかし飛空艇と違って離陸には滑走が、着陸には十分な直線道路と体勢の制御が必要となり、着陸に失敗するとゲームオーバーになってしまう。

ファイナルファンタジーXVI
本作での飛空艇は古代文明の遺物として、その残骸が登場するのみである。数千年経っても朽ちる事がなく頑丈で、シドやクライヴたちはこれらの残骸を利用して拠点を築き、奴隷として扱われるベアラーやドミナントを保護する「隠れ家」として利用している。

ファイナルファンタジー零式
民間会社の飛空艇
民間会社の所有する飛空艇。
試作強襲型飛空艇【セッツァー】
滅びしヴァイルの地奥地のサイレントヤードで、墜落し半分地面に埋まった状態で登場する。エンジンを復活させ、操艇室で再起動することで操縦可能になる。鴎暦以前の時代に造られたものらしい。

### 外伝作品
聖剣伝説 〜ファイナルファンタジー外伝〜
移動用としての飛空艇は登場しないが、ある目的のために内部をダンジョンとして探索する。全貌は確認できないが、複数の部屋からなる入り組んだ構造であり、巨大な船体であることがうかがえる。
ファイナルファンタジータクティクス
移動用としての飛空艇は登場しないが、機工都市ゴーグに遺跡があったり、ミニゲームの儲け話などで、飛空艇の存在を匂わせる記述がたびたび登場したりする。また『FFT』のラストステージが飛空艇の残骸のようなデザインになっており、「飛空艇の墓場」という。作中のノベルゲーム「空想魔学小説」にも飛空艇が登場する。
ファイナルファンタジータクティクス A2 封穴のグリモア
飛空艇公社の運営する定期便が登場。ロアルとオーダリアを結ぶ主要な交通機関である。搭乗に特別な資格は必要無く、搭乗料さえ払えば誰でも乗ることが出来る。甲板での掃除やモンスター退治といったクエストも発生する。
ファイナルファンタジー (OVA)
プリンプリン号
空賊ルージュの飛空艇。
「鉄の翼」の飛空艇（母船）
タイクーン王国飛空艇部隊「鉄の翼」の母船。
「鉄の翼」の飛空艇（戦闘機）
母船に多数搭載されている。
「鉄の翼」の母船とプリンプリン号は、終盤で飛竜に牽引されて敵の待ち受ける月へ向かう。
FF：U 〜ファイナルファンタジー:アンリミテッド〜
シルヴィア
螺旋運動によりエネルギーを生み出すソイル機関と、直線運動によってエネルギーを生み出すミスト機関の両方を搭載する事によってオメガの欠片に頼らなくても次元跳躍をも可能にした万能飛空艇。かなり巨大。TV版では最終話のみ登場。

チョコボの不思議なダンジョン2
シドウインド
登場人物シドが所有し、ムービーに登場する飛空艇（ゲーム中で操作を行うことはない）。他に戦車シドタンクや潜水艦シドマリナーなども登場する。

チョコボレーシング 〜幻界へのロード〜
インビンシブル
隠しレーサーとして登場する飛空艇。ファミコン版『FFIII』のインビンシブルと同じグラフィック（ドット絵）で、ゲーム中最速のスピードを誇る。ただし、その速さゆえに操作難易度が非常に高い。

マリオバスケ 3on3
レインボーシップ
『ファイナルファンタジー』と『スーパーマリオ』がコラボレーションしている本作に登場する飛空艇。トーナメントの「レインボーカップ」で優勝したチームの前に突如出現、ニンジャ・シロマ・クロマのFFチームがトロフィーを強奪していき、レインボーシップ上で最終決戦を繰り広げることになる。

チョコボと魔法の絵本 魔女と少女と5人の勇者
ラグナロク
絵本の中の登場人物ラフィとエリィが所有する。

MARIO SPORTS MIX
スターシップ
『ファイナルファンタジー』、『スーパーマリオ』、『ドラゴンクエスト』のキャラクターが共演する本作に登場する飛空艇で、地球上空を回遊している。トーナメントモードではスターカップの決勝戦直前で、マリオキャラに変装しトーナメントを勝ち抜いてきたニンジャ達が正体を現し、トロフィーを強奪してスターシップに逃げ込み、そこで決勝戦が行われることになる。